# 花筏健
花筏 健（はないかだ けん、1941年（昭和16年）9月24日 -没年不明 ）は、山形県鶴岡市出身で立浪部屋所属の元大相撲力士。本名は、三浦 健（みうら けん）。現役時代の体格は身長176cm、体重85kg。最高位は西十両17枚目。得意手は右四つ、内掛け。

## 人物
実家は農家で、中学卒業後は昼間は町工場に務めながら、定時制高校に通った。卒業後は上京して就職するつもりだったが、1959年12月に知人から立浪親方（元横綱・羽黒山）を紹介され、高校在学中に立浪部屋に入門した。体重が足りず一度は新弟子検査を不合格になり、一旦は地元へ帰ったが、家族全員が改めて入門に反対したので逆に力士を志し始め、12月に再び上京して新弟子検査を受けて合格した。1960年1月場所に本名の三浦で初土俵を踏んだ。幕下にいた頃の1962年9月場所に燕雀に改名したが、燕雀の名は大鵬の向こうを張る意味と小柄な体格をもとに立浪親方の秘書が命名した。しかし、その場所は1勝6敗と大きく負け越してしまい、「意味も知らずに許可した師匠が悪い」との投書が部屋に殺到したので1963年1月場所に本名の「三浦」に戻した。その後、1962年9月場所後から寄席「鈴本」に通い始め、相撲好きの柳家 小団治を初めとする落語家達と親交を結ぶ程に落語が好きになったので、有名な相撲落語に因んで1966年1月場所に花筏に改名した。改名の甲斐もあって1966年3月場所に十両昇進を果たした。しかし場所直前の稽古で膝を痛めたこともあり5勝10敗と成績が振るわず、1場所で幕下に陥落した。同年11月場所、西幕下26枚目で3勝4敗と負け越したのを最後に25歳で廃業。90kgにも満たない軽量ながら稽古熱心でそれを補い、足腰の粘り強さを生かした右四つ、内掛けを得意とした。
引退後は一時、愛知県瀬戸市の製鉄工場に勤務した。後に故郷に戻り、1973年から郷里で相撲料理店「花筏」を経営する傍ら相撲研究家としても活動している。少年相撲道場、相撲博物館の開設や、相撲史関連の書籍を多数執筆するなど、その活動の範囲は多岐に渡っている。
「花筏」の名前は、相撲を題材にした同名の落語、および同落語に登場する大関の名前に由来する。余談だが、この噺は「花筏の贋物」を主人公にした滑稽噺であり、花筏という相撲取り本人は登場しない。

## 略歴
- 1941年（昭和16年）9月24日、山形県鶴岡市に生まれる。
- 1959年（昭和34年）、山形県立鶴岡工業高等学校を中途退学し立波部屋に入門する。
- 1960年（昭和35年）、1月場所、『三浦』で初土俵。
- 幕下時代に一時『燕雀』を名乗る。
- 1966年（昭和41年）、3月場所、西十両17枚目に昇進して 『花筏』と改名する。
- 1966年（昭和41年）、11月場所、力士を引退する。
- 1973年（昭和48年）、ちゃんこ『花筏』を開店する。

## 主な成績
- 通算成績：162勝131敗3休1分 勝率.553
- 十両成績：5勝10敗 勝率.333
- 現役在位：42場所
- 十両在位：1場所

### 場所別成績
| | 一月場所 初場所（東京） | 三月場所 春場所（大阪） | 五月場所 夏場所（東京） | 七月場所 名古屋場所（愛知） | 九月場所 秋場所（東京） | 十一月場所 九州場所（福岡） |
| --- | ----------------------- | ----------------------- | ----------------------- | --------------------------- | ----------------------- | --------------------------- |
| 1960年 （昭和35年） | （前相撲）              | 西序ノ口15枚目 6–2      | 東序二段103枚目 6–2     | 西序二段48枚目 3–4          | 東序二段54枚目 3–4      | 西序二段79枚目 4–3          |
| 1961年 （昭和36年） | 東序二段58枚目 5–2      | 西序二段9枚目 5–2       | 西三段目80枚目 2–5      | 西三段目100枚目 5–2         | 東三段目57枚目 5–2      | 東三段目13枚目 6–1          |
| 1962年 （昭和37年） | 西幕下61枚目 1–6        | 西幕下76枚目 5–2        | 東幕下56枚目 4–3        | 東幕下51枚目 5–2            | 東幕下37枚目 1–6        | 西幕下60枚目 3–4            |
| 1963年 （昭和38年） | 東幕下69枚目 4–3        | 西幕下62枚目 4–3        | 西幕下55枚目 5–2        | 西幕下36枚目 4–3            | 東幕下26枚目 5–2        | 西幕下17枚目 2–5            |
| 1964年 （昭和39年） | 西幕下27枚目 3–4        | 東幕下30枚目 4–3        | 東幕下27枚目 4–3        | 東幕下23枚目 6–1            | 西幕下9枚目 5–2         | 東幕下4枚目 1–2–3 1引分     |
| 1965年 （昭和40年） | 東幕下17枚目 2–5        | 東幕下29枚目 5–2        | 東幕下14枚目 5–2        | 東幕下8枚目 3–4             | 西幕下12枚目 5–2        | 東幕下4枚目 4–3             |
| 1966年 （昭和41年） | 東幕下3枚目 6–1         | 西十両17枚目 5–10       | 西幕下5枚目 2–5         | 西幕下13枚目 5–2            | 東幕下6枚目 1–6         | 西幕下26枚目 引退 3–4–0     |
| 各欄の数字は、「勝ち-負け-休場」を示す。 優勝 引退 休場 十両 幕下 三賞：敢=敢闘賞、殊=殊勲賞、技=技能賞 その他：★=金星 番付階級：幕内 - 十両 - 幕下 - 三段目 - 序二段 - 序ノ口 幕内序列：横綱 - 大関 - 関脇 - 小結 - 前頭（「#数字」は各位内の序列） |                         |                         |                         |                             |                         |                             |

## 改名歴
- 三浦 健（みうら けん）1960年1月場所 - 1962年7月場所
- 燕雀 健（えんじゃく けん）1962年9月場所 - 1962年11月場所
- 三浦 健（みうら けん）1963年1月場所 - 1966年1月場所
- 花筏 健（はないかだ けん）1966年3月場所 - 1966年11月場所

## 著作物
- 『土俵裏表 - 花筏の半生記 - 』 1984 出版者：恩田隆嗣
- 『おらえの先祖は相撲取り - 山形県相撲史総覧 - 』 1994 自費出版
- 『山形の相撲人 - 相撲史秘話集 2 - 』 1999 自費出版
- 『相撲甚句物語 - ルーツを求めて - 』 2004 現代書館 ISBN 4-7684-6856-X
- 『こぼればな史』 2007 荘内日報社